# Bo Derek
Bo Derek (Long Beach, Kalifornija, Sjedinjene Države, 20. studenoga 1956.) je američka glumica i manekenka.
Rođena je kao Mary Cathleen Collins u Long Beachu u Kaliforniji u obitelji irsko-njemačko-nizozemsko-velškog porijeka, od oca menadžera i majke frizerke. Pohađala je srednju školu u Los Angelesu. Isprva radi kao fotomodel, potom na audiciji upoznaje redatelja Johna Dereka, trideset godina starijeg od nje. Nakon što se Derek razveo od glumice Linde Evans, vjenčali su se 1976.
Njena prva značajna uloga na filmu bila je u hororu Orca (1977.), ali uspjeh postiže 1979. romantičnom komedijom Desetka Blakea Edwardsa, koja ju lansira kao seks-simbol. Neki od njenih idućih filmova, kao Tarzan, the Ape Man (1981.), Bolero (1984.) i Ghosts Can't Do It (1990.), nisu bili dobro primljeni kod publike i kritike, te su joj donijeli čak tri Zlatne maline i nominaciju za "Najgoru glumicu stoljeća". Ipak, kvalitetniji nastup ostvaruje u komediji Malibu's Most Wanted (2003.) i TV seriji Fashion House (2006.). Od 1980., mnogo je puta pozirala za Playboy.
Bo Derek je konzervativna republikanka koja je na izborima 1988. i 1992. podržavala Georgea Busha starijeg, dok je 2000. i 2004. sudjelovala u kampanji Georgea Busha mlađeg, te se pojavila na obje republikanske konvencije.

## Izabrana filmografija
- Orca (1977.)
- Desetka (1979.)
- A Change of Seasons (1980.)
- Tarzan, the Ape Man (1981.)
- Bolero (1984.)

## Vanjske poveznice
- Bo Derek u internetskoj bazi filmova IMDb-u (engl.)
- Službena stranica officialboderek.com  Arhivirana inačica izvorne stranice od 15. listopada 2014. (Wayback Machine)